# تود ويلبر
تود ويلبر (بالإنجليزية: Todd Wilbur)‏ هو كاتب أمريكي، ولد في القرن العشرين.